# Campeonato Mundial de Atletismo de 2017
Campeonato Mundial de Atletismo de 2017 foi o campeonato mundial bienal do esporte realizado na cidade de Londres, no Reino Unido, entre 4 e 13 de agosto deste ano,  sob organização da Associação Internacional de Federações de Atletismo – IAAF e da Federação Britânica de Atletismo – UK Athletics. A cidade de Londres, palco dos Jogos Olímpicos de 2012, ganhou o direito a sediar o campeonato em novembro de 2011 durante o congresso da IAAF em Mônaco, após uma disputa com Doha, no Qatar. Niels de Vos, o executivo-chefe da UK Athletics, foi o diretor-geral da competição e do comitê organizador. Um total de 900.000 espectadores pagantes acompanharam as disputas no estádio durante os dez dias de competição.
A Rússia, suspensa pela IAAF das competições internacionais de atletismo por questões ligadas ao doping não participou como time do evento; entretanto, dezenove atletas russos obtiveram permissão para competir sob o status de "Atletas Neutros Autorizados", entre eles a meio-fundista Yuliya Stepanova que, em 2014, junto com seu marido, um ex-funcionário da agência antidoping russa, ajudou a denunciar uma suposta rede de dopagem formada por médicos, técnicos e dirigentes nos órgãos esportivos da Rússia. Destes, seis ganharam medalhas como individuais, uma de ouro e cinco de prata.
Pela primeira vez um campeonato mundial viu a disputa da prova da marcha atlética de 50 km para mulheres, até então uma distância exclusiva dos homens; e foi justamente nela que foi quebrado o único recorde mundial do evento, pela portuguesa Inês Henriques, também detentora do recorde anterior. Dois recordes do campeonato também foram quebrados. O evento também marcou a despedida das pistas de atletismo de dois ícones do esporte, o jamaicano Usain Bolt, que encerrou a carreira, e o britânico Mo Farah, que não mais disputará provas de pista ao fim desta temporada, focando apenas em maratonas.

## Local
O evento foi realizado no Estádio Olímpico, construído para os Jogos Olímpicos de Verão de 2012, localizado em  Stratford, na cidade de Londres, dentro da área conhecida como Queen Elizabeth Olympic Park. O estádio tem atualmente capacidade para 60 mil espectadores. A maratona e as provas de marcha atlética foram realizadas em percursos de ida e volta pelas ruas da cidade.

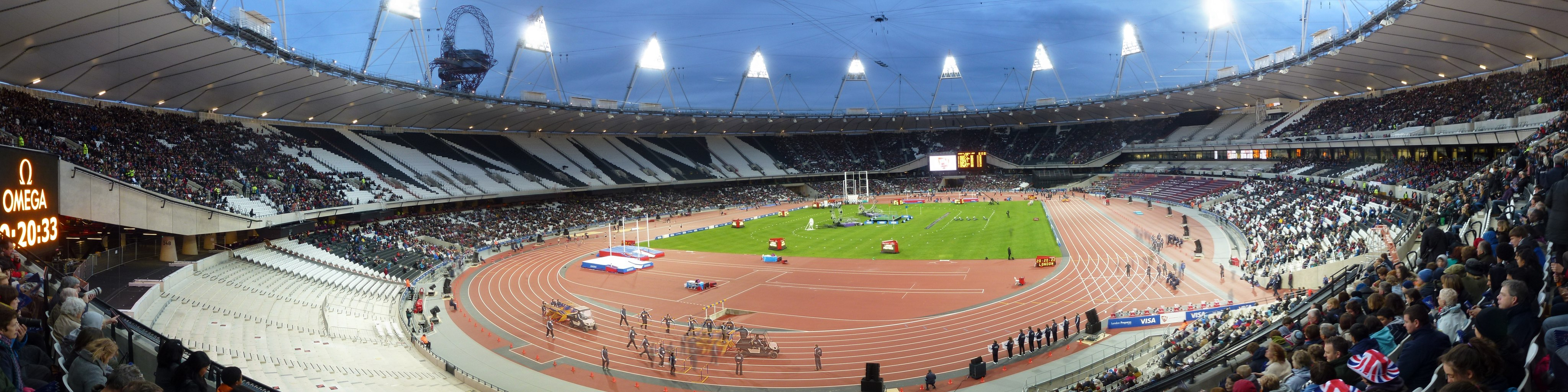
O Estádio Olímpico em 2012.

## Prêmios
O campeonato paga prêmios em dinheiro e esta edição dividiu mais de sete milhões de dólares entre os atletas, incluindo um bônus de US$100.000 dólares para quem estabelecer um novo recorde mundial em sua prova. Os principais prêmios são:
| Eventos individuais – US$60.000 – US$30.000 – US$20.000 4° lugar: US$15.000 5º lugar: US$10.000 6° lugar: US$6.000 7º lugar: US$5.000 8° lugar: US$4.000 | Eventos por equipe – US$80.000 – US$40.000 – US$20.000 4° lugar: US$16.000 5º lugar: US$12.000 6° lugar: US$8.000 7º lugar: US$6.000 8° lugar: US$4.000 |

## Recordes
| Recorde               | Modalidade           | Atleta         | País           | Marca   | Anterior             |
| Recorde mundial       | marcha de 50 km      | Inês Henriques | Portugal       | 4:05:56 | 4:08.26 (2017)       |
| Recorde do campeonato | 3000 m c/ obstáculos | Emma Coburn    | Estados Unidos | 9:02.58 | 9:06.57 – Osaka 2007 |
| Recorde do campeonato | marcha de 50 km      | Yohann Diniz   | França         | 3:33:12 | 3:36:03 – Paris 2003 |

## Quadro de medalhas
| Posição | País              | Ouro | Prata | Bronze | Total |
| 1       | Estados Unidos    | 10   | 11    | 9      | 30    |
| 2       | Quênia            | 5    | 2     | 4      | 11    |
| 3       | África do Sul     | 3    | 1     | 2      | 6     |
| 4       | França            | 3    |       | 2      | 5     |
| 5       | China             | 2    | 3     | 2      | 7     |
| 6       | Grã-Bretanha      | 2    | 3     | 1      | 6     |
| 7       | Etiópia           | 2    | 3     |        | 5     |
| 8       | Polônia           | 2    | 2     | 4      | 8     |
| 9       | Atletas Neutros*  | 1    | 5     |        | 6     |
| 10      | Alemanha          | 1    | 2     | 2      | 5     |
| 11      | República Tcheca  | 1    | 1     | 1      | 3     |
| 12      | Austrália         | 1    | 1     |        | 2     |
| 12      | Bahrein           | 1    | 1     |        | 2     |
| 12      | Colômbia          | 1    | 1     |        | 2     |
| 12      | Turquia           | 1    | 1     |        | 2     |
| 16      | Jamaica           | 1    |       | 3      | 4     |
| 16      | Países Baixos     | 1    |       | 3      | 4     |
| 18      | Catar             | 1    |       | 1      | 2     |
| 18      | Croácia           | 1    |       | 1      | 2     |
| 18      | Noruega           | 1    |       | 1      | 2     |
| 18      | Portugal          | 1    |       | 1      | 2     |
| 18      | Trinidad e Tobago | 1    |       | 1      | 2     |
| 18      | Venezuela         | 1    |       | 1      | 2     |
| 24      | Bélgica           | 1    |       |        | 1     |
| 24      | Grécia            | 1    |       |        | 1     |
| 24      | Lituânia          | 1    |       |        | 1     |
| 24      | Nova Zelândia     | 1    |       |        | 1     |
| 28      | Costa do Marfim   |      | 2     |        | 2     |
| 29      | Japão             |      | 1     | 2      | 3     |
| 30      | Bahamas           |      | 1     | 1      | 2     |
| 30      | Hungria           |      | 1     | 1      | 2     |
| 32      | Burundi           |      | 1     |        | 1     |
| 32      | México            |      | 1     |        | 1     |
| 32      | Marrocos          |      | 1     |        | 1     |
| 32      | Suécia            |      | 1     |        | 1     |
| 32      | Ucrânia           |      | 1     |        | 1     |
| 32      | Uganda            |      | 1     |        | 1     |
| 38      | Brasil            |      |       | 1      | 1     |
| 38      | Cazaquistão       |      |       | 1      | 1     |
| 38      | Cuba              |      |       | 1      | 1     |
| 38      | Itália            |      |       | 1      | 1     |
| 38      | Síria             |      |       | 1      | 1     |
| 38      | Tanzânia          |      |       | 1      | 1     |

Nota: * Atletas da Rússia com permissão da IAAF para competir individualmente.

## Medalhistas

### Masculino
| Evento                         | Ouro                                                                                   | Ouro        | Prata                                                                            | Prata       | Bronze                                                                           | Bronze      |
| 100 m detalhes                 | Justin Gatlin · Estados Unidos                                                         | 9.92        | Christian Coleman · Estados Unidos                                               | 9.94        | Usain Bolt · Jamaica                                                             | 9.95        |
| 200 m detalhes                 | Ramil Guliyev · Turquia                                                                | 20.09       | Wayde van Niekerk · África do Sul                                                | 20.11       | Jereem Richards · Trinidad e Tobago                                              | 20.11       |
| 400 m detalhes                 | Wayde van Niekerk · África do Sul                                                      | 43.98       | Steven Gardiner · Bahamas                                                        | 44.41       | Abedalelah Haroun · Catar                                                        | 44.48       |
| 800 m detalhes                 | Pierre-Ambroise Bosse · França                                                         | 1:44.67     | Adam Kszczot Polônia                                                             | 1:44.95     | Kipyegon Bett · Quênia                                                           | 1:45.21     |
| 1500 m detalhes                | Elijah Manangoi · Quênia                                                               | 3:33.61     | Timothy Cheruiyot · Quênia                                                       | 3:33.99     | Filip Ingebrigtsen · Noruega                                                     | 3:34.53     |
| 5000 m detalhes                | Muktar Edris · Etiópia                                                                 | 13:32.7     | Mo Farah · Grã-Bretanha                                                          | 13:33.2     | Paul Chelimo · Estados Unidos                                                    | 13:33.3     |
| 10000 m detalhes               | Mo Farah · Grã-Bretanha                                                                | 26:49.5     | Joshua Cheptegei · Uganda                                                        | 26:49.9     | Paul Tanui · Quênia                                                              | 26:50.6     |
| Maratona detalhes              | Geoffrey Kirui · Quênia                                                                | 2:08:27     | Tamirat Tola · Etiópia                                                           | 2:09:49     | Alphonce Simbu · Tanzânia                                                        | 2:09:51     |
| 110 m c/ barreiras detalhes    | Omar McLeod · Jamaica                                                                  | 13.04       | Sergey Shubenkov Atletas Neutros *                                               | 13:14       | Balazs Baji · Hungria                                                            | 13:28       |
| 400 m c/ barreiras detalhes    | Karsten Warholm · Noruega                                                              | 48.35       | Yasmani Copello · Turquia                                                        | 48.49       | Kerron Clement · Estados Unidos                                                  | 48.52       |
| 3000 m c/ obstáculos detalhes  | Conseslus Kipruto · Quênia                                                             | 8:14.12     | Soufiane El Bakkali · Marrocos                                                   | 8:14.49     | Evan Jager · Estados Unidos                                                      | 8:15.53     |
| Marcha 20 km detalhes          | Éider Arévalo · Colômbia                                                               | 1:18:53     | Sergei Shirobokov Atletas Neutros *                                              | 1:18:55     | Caio Bonfim · Brasil                                                             | 1:19:04     |
| Marcha 50 km detalhes          | Yohann Diniz · França                                                                  | 3:33:12     | Hirooki Arai · Japão                                                             | 3:41:17     | Kai Kobayashi · Japão                                                            | 3:41:19     |
| 4x100 m detalhes               | Grã-Bretanha · Chijindu Ujah · Adam Gemili · Danny Talbot · Nethaneel Mitchell-Blake   | 37.47       | Estados Unidos · Justin Gatlin · Mike Rodgers · Jaylen Bacon · Christian Coleman | 37.52       | Japão · Shuei Tada · Shota Ilzuka · Yoshihide Kiryu · Kwnji Fujimitsu            | 38.04       |
| 4x400 m detalhes               | Trinidad e Tobago · Jarrin Solomon · Jereem Richards · Machel Cedenio · Lalonde Gordon | 2:58.12     | Estados Unidos · Gil Roberts · Wilbert London III · Michael Cherry · Fred Kerley | 2:58.61     | Grã-Bretanha · Mathew Hudson-Smith · Dwayne Cowan · Rabah Yousif · Martyn Rooney | 2:59.00     |
| Salto com vara detalhes        | Sam Kendricks · Estados Unidos                                                         | 5,95 m      | Piotr Lisek Polônia                                                              | 5,89 m      | Renaud Lavillenie · França                                                       | 5,89 m      |
| Salto em distância detalhes    | Luvo Manyonga · África do Sul                                                          | 8,48 m      | Jarrion Lawson · Estados Unidos                                                  | 8,44 m      | Ruswahl Samaai · África do Sul                                                   | 8,32 m      |
| Salto triplo detalhes          | Christian Taylor · Estados Unidos                                                      | 17,68 m     | Will Claye · Estados Unidos                                                      | 17,63 m     | Nelson Évora · Portugal                                                          | 17,19 m     |
| Salto em altura detalhes       | Mutaz Essa Barshim · Catar                                                             | 2,35 m      | Danil Lysenko Atletas Neutros *                                                  | 2,32 m      | Majd Ghazal Síria                                                                | 2,29 m      |
| Arremesso de peso detalhes     | Tom Walsh · Nova Zelândia                                                              | 22,03 m     | Joe Kovacs · Estados Unidos                                                      | 21,66 m     | Stipe Zunic · Croácia                                                            | 21,46 m     |
| Lançamento de disco detalhes   | Andrius Gudžius · Lituânia                                                             | 69,21 m     | Daniel Stahl · Suécia                                                            | 69,19 m     | Mason Finley · Estados Unidos                                                    | 68,03 m     |
| Lançamento de martelo detalhes | Pawel Fajdek Polônia                                                                   | 79,81 m     | Valeriy Pronkin Atletas Neutros *                                                | 78,16 m     | Wojciech Nowicki Polônia                                                         | 78,03 m     |
| Lançamento de dardo detalhes   | Johannes Vetter · Alemanha                                                             | 89,89 m     | Jacub Vadlejch República Tcheca                                                  | 89,73 m     | Petr Frydrych República Tcheca                                                   | 88,32 m     |
| Decatlo detalhes               | Kevin Mayer · França                                                                   | 8768 pontos | Rico Freymuth · Alemanha                                                         | 8564 pontos | Kai Kazmirek · Alemanha                                                          | 8488 pontos |

### Feminino
| Evento                         | Ouro                                                                               | Ouro        | Prata                                                                        | Prata       | Bronze                                                                   | Bronze      |
| 100 m detalhes                 | Tori Bowie · Estados Unidos                                                        | 10.85       | Marie Josée Ta Lou · Costa do Marfim                                         | 10.86       | Dafne Schippers · Países Baixos                                          | 10.96       |
| 200 m detalhes                 | Dafne Schippers · Países Baixos                                                    | 20.05       | Marie Josée Ta Lou · Costa do Marfim                                         | 20.08       | Shaunae Miller-Uibo · Bahamas                                            | 22.15       |
| 400 m detalhes                 | Phyllis Francis · Estados Unidos                                                   | 49.92       | Salwa Eid Naser · Bahrein                                                    | 50.06       | Allyson Felix · Estados Unidos                                           | 50.08       |
| 800 m detalhes                 | Caster Semenya · África do Sul                                                     | 1:55.16     | Francine Niyonsaba · Burundi                                                 | 1:55.92     | Ajee Wilson · Estados Unidos                                             | 1:56.65     |
| 1500 m detalhes                | Faith Kipyegon · Quênia                                                            | 4:02.59     | Jennifer Simpson · Estados Unidos                                            | 4:02.76     | Caster Semenya · África do Sul                                           | 4:02.90     |
| 5000 m detalhes                | Hellen Obiri · Quênia                                                              | 14:34.8     | Almaz Ayana · Etiópia                                                        | 14:40.3     | Sifan Hassan · Países Baixos                                             | 14:42.7     |
| 10000 m detalhes               | Almaz Ayana · Etiópia                                                              | 30:16.3     | Tirunesh Dibaba · Etiópia                                                    | 31:02.6     | Agnes Tirop · Quênia                                                     | 31:03.5     |
| Maratona detalhes              | Rose Chelimo · Bahrein                                                             | 2:27:11     | Edna Kiplagat · Quênia                                                       | 2:27:18     | Amy Cragg · Estados Unidos                                               | 2:27:18     |
| 100 m c/ barreiras detalhes    | Sally Pearson · Austrália                                                          | 12.59       | Dawn Harper · Estados Unidos                                                 | 12.63       | Pamela Dutkiewicz · Alemanha                                             | 12.72       |
| 400 m c/ barreiras detalhes    | Kori Carter · Estados Unidos                                                       | 53.07       | Dalilah Muhammad · Estados Unidos                                            | 53.50       | Ristananna Tracey · Jamaica                                              | 53.74       |
| 3000 m c/ obstáculos detalhes  | Emma Coburn · Estados Unidos                                                       | 9:02.58     | Courtney Frerichs · Estados Unidos                                           | 9:03.77     | Hyvin Jepkemoi · Quênia                                                  | 9:04.03     |
| Marcha 20 km detalhes          | Yang Jiayu · China                                                                 | 1:26:18     | María Guadalupe González · México                                            | 1:26:19     | Antonella Palmisano · Itália                                             | 1:26:36     |
| Marcha 50 km detalhes          | Inês Henriques · Portugal                                                          | 4:05:56     | Yin Hang · China                                                             | 4:08:58     | Yang Shuqing · China                                                     | 4:20:49     |
| 4x100 m detalhes               | Estados Unidos · Allyson Felix · Aaliyah Brown · Morolake Akinosun · Tori Bowie    | 41.82       | Grã-Bretanha · Asha Philip · Desiree Henry · Dina Asher-Smith · Daryll Neita | 42.12       | Jamaica · Jura Levy · Natasha Morrison · Simone Facey · Sashalee Forbes  | 42.19       |
| 4x400 m detalhes               | Estados Unidos · Allyson Felix · Quanera Hayes · Shakima Wimbley · Phyllis Francis | 3:19.02     | Grã-Bretanha · Zoey Clark · Laviai Nielsen · Eilidh Doyle · Emily Diamond    | 3:25.00     | Polônia Malgorzata Holub Iga Baumgart Aleksandra Gaworska Justyna Swiety | 3:25.41     |
| Salto com vara detalhes        | Ekaterini Stefanidi · Grécia                                                       | 4,91 m      | Sandi Morris · Estados Unidos                                                | 4,75 m      | Robeilys Peinado · VenezuelaYarisley Silva · Cuba                        | 4,65 m      |
| Salto em distância detalhes    | Brittney Reese · Estados Unidos                                                    | 7,02 m      | Darya Klishina Atletas Neutros *                                             | 7,00 m      | Tianna Bartoletta · Estados Unidos                                       | 6,97 m      |
| Salto triplo detalhes          | Yulimar Rojas · Venezuela                                                          | 14,91 m     | Caterine Ibargüen · Colômbia                                                 | 14,89 m     | Olga Rypakova · Cazaquistão                                              | 14,77 m     |
| Salto em altura detalhes       | Mariya Lasitskene Atletas Neutros *                                                | 2,03 m      | Yulia Levchenko · Ucrânia                                                    | 2,01 m      | Kamila Licwinko Polônia                                                  | 1,99 m      |
| Arremesso de peso detalhes     | Gong Lijiao · China                                                                | 19,94 m     | Anita Márton · Hungria                                                       | 19,49 m     | Michelle Carter · Estados Unidos                                         | 19,14 m     |
| Lançamento de disco detalhes   | Sandra Perkovic · Croácia                                                          | 70,31 m     | Dani Stevens · Austrália                                                     | 69,64 m     | Mélina Robert-Michon · França                                            | 66,21 m     |
| Lançamento de martelo detalhes | Anita Wlodarczyk Polônia                                                           | 77,90 m     | Zheng Wang · China                                                           | 75,98 m     | Malwina Kopron Polônia                                                   | 74,76 m     |
| Lançamento de dardo detalhes   | Barbora Spotakova República Tcheca                                                 | 66,76 m     | Lingwei Li · China                                                           | 66,25 m     | Huihui Lyu · China                                                       | 65,26 m     |
| Heptatlo detalhes              | Nafissatou Thiam · Bélgica                                                         | 6784 pontos | Carolin Schäfer · Alemanha                                                   | 6696 pontos | Anouk Vetter · Países Baixos                                             | 6636 pontos |

Nota: * Atletas da Rússia com permissão da IAAF para competir individualmente, sem bandeira.

## Galeria

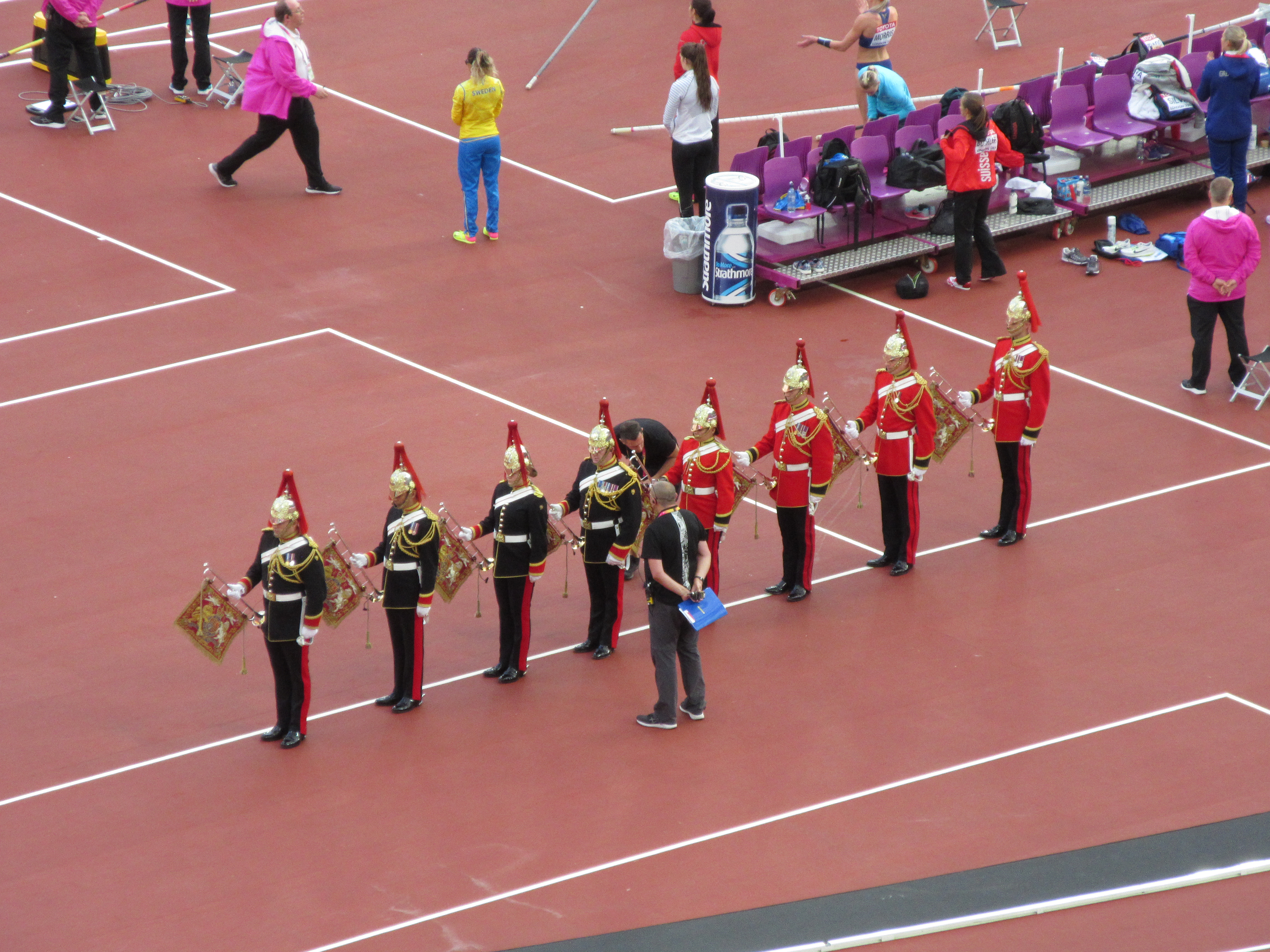
A banda que tocava uma fanfarra antes da final de cada modalidade.
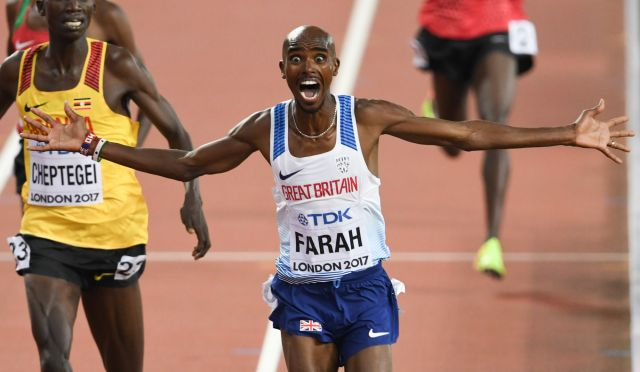
Mo Farah vencendo os 10 000 m pela terceira vez consecutiva em Campeonatos Mundiais.
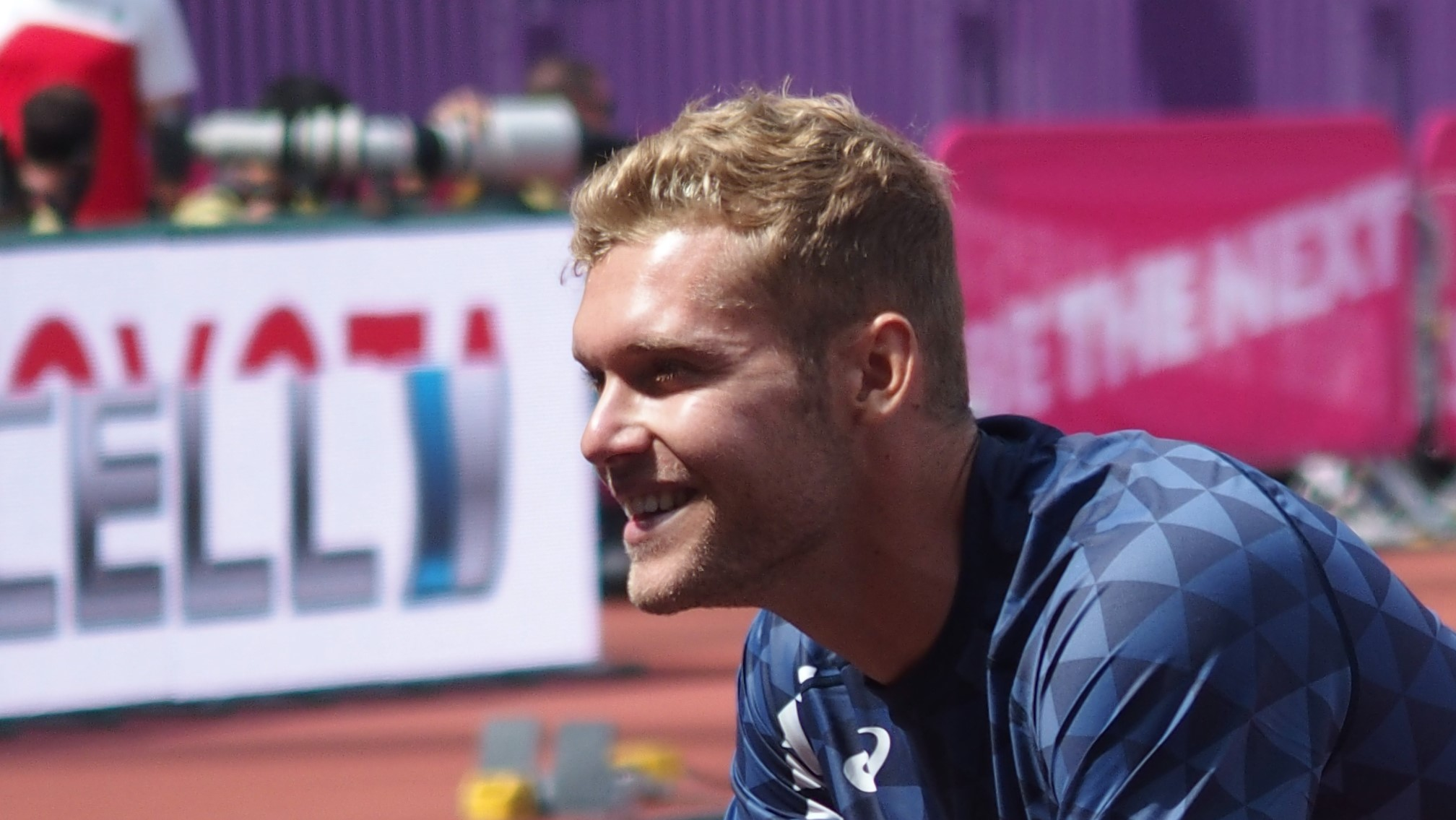
Kevin Mayer , medalha de ouro no decatlo.
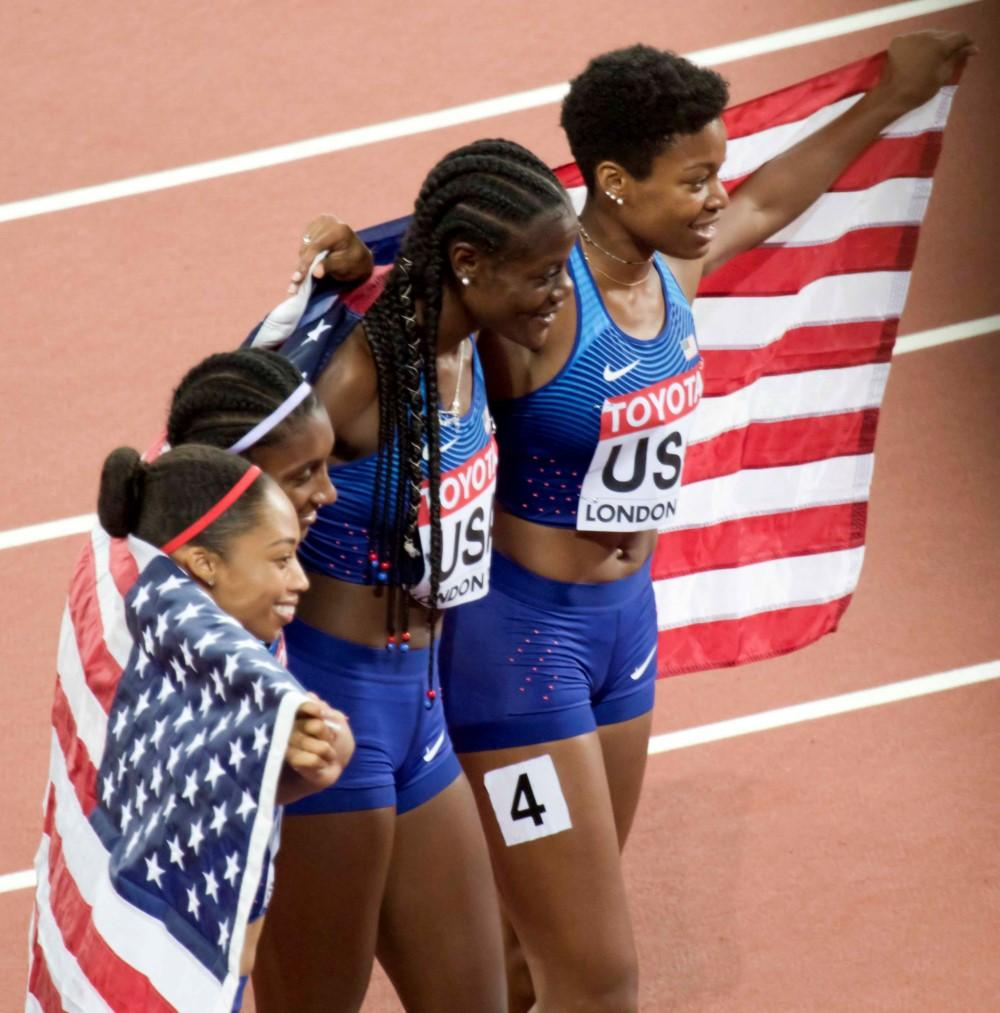
O time feminino americano campeão do 4x400 metros.
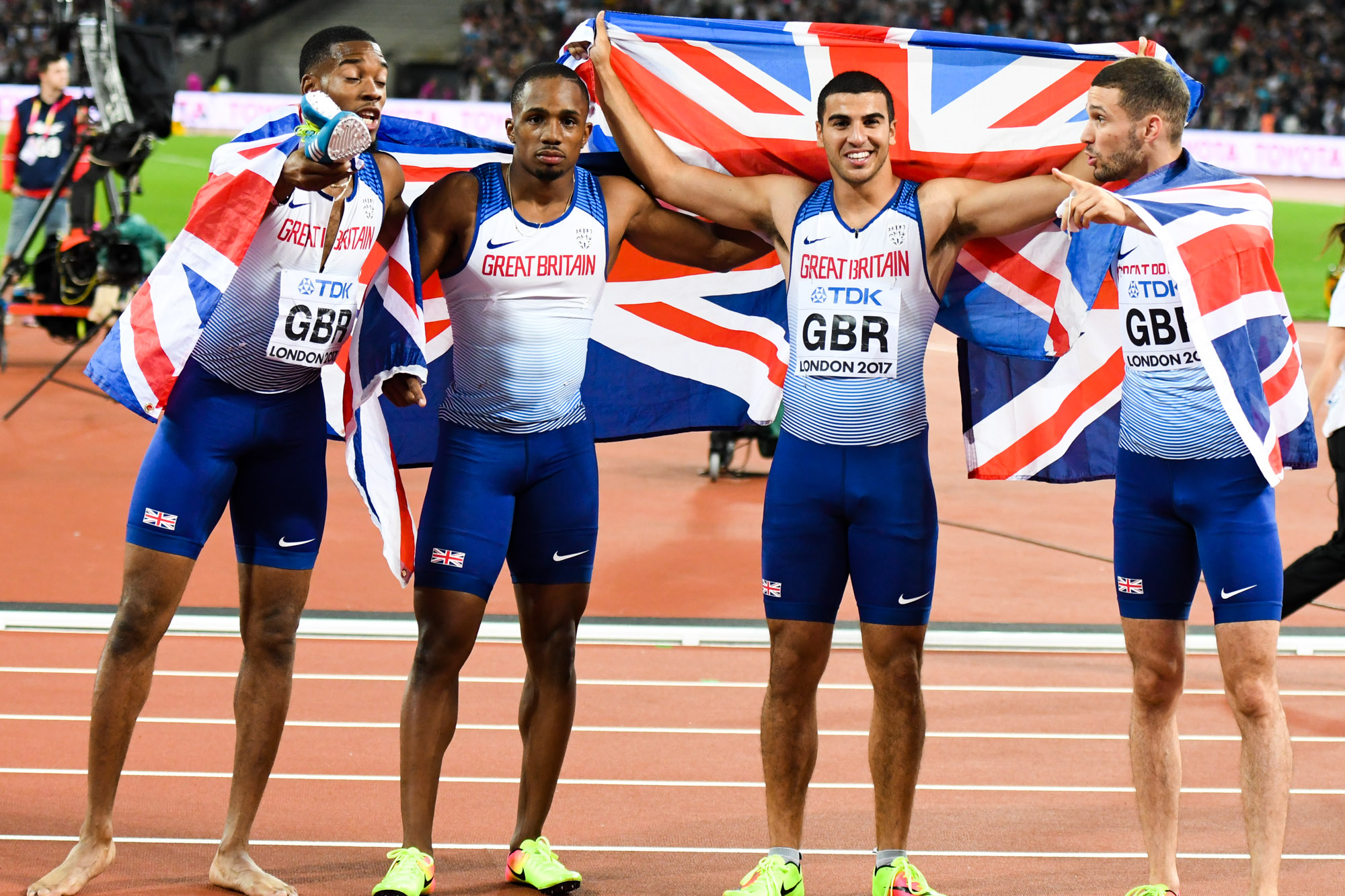
O time britânico campeão mundial do 4x100 m derrotando a equipe norte-americana.
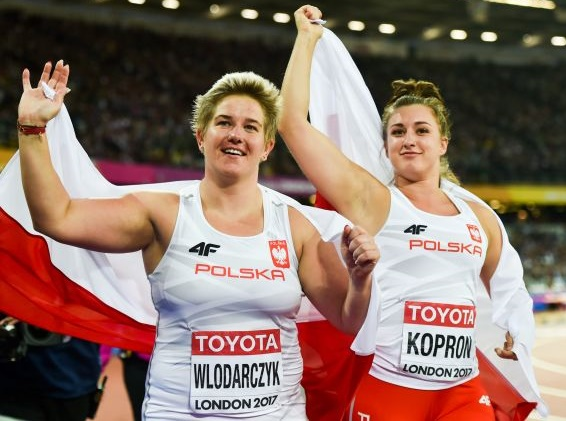
As polonesas Anita Włodarczyk e Malwina Kopron comemorando o ouro e o bronze na mesma prova, o lançamento de martelo.
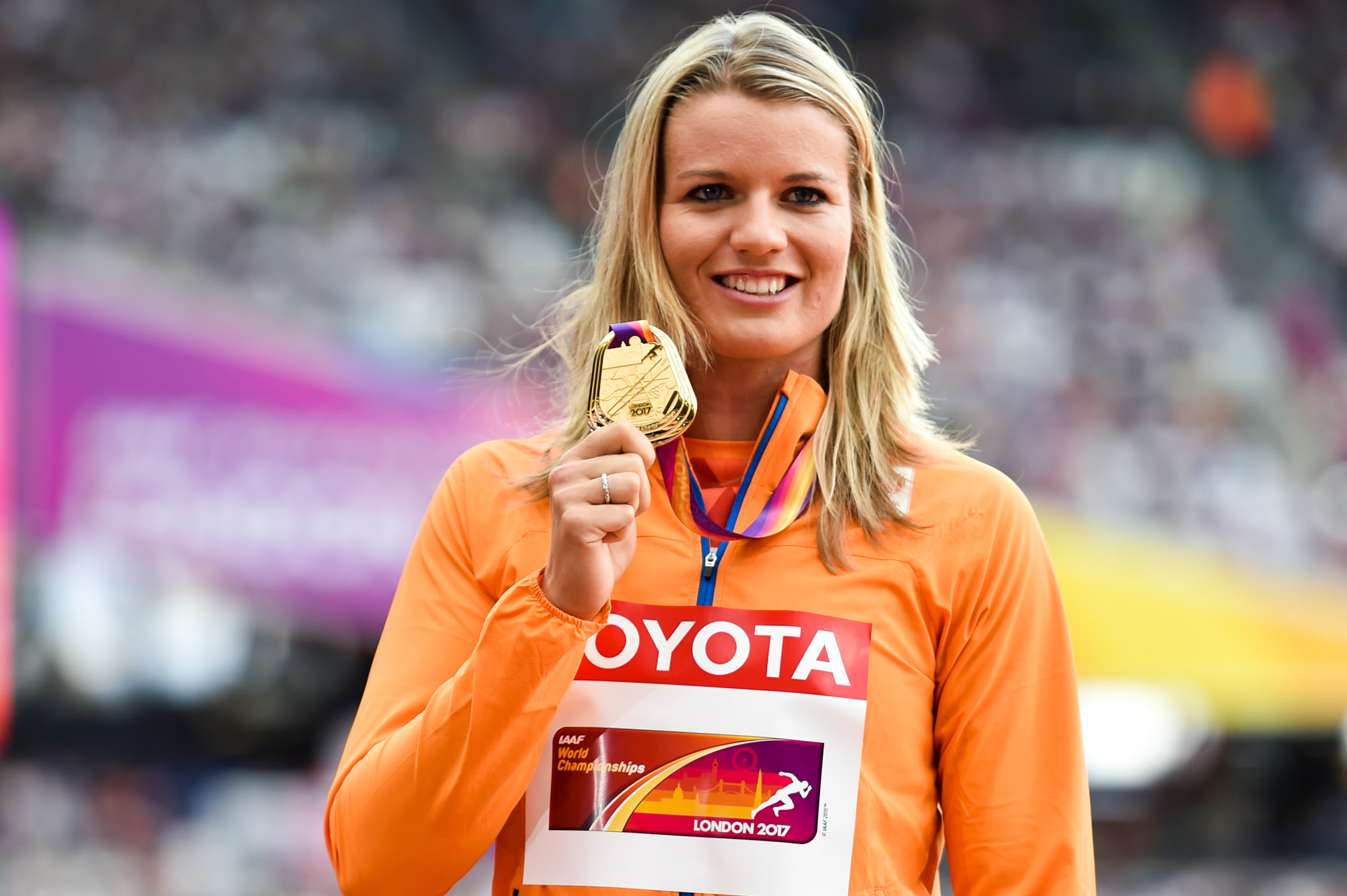
A holandesa Dafne Schippers, bicampeã mundial dos 200 m rasos.
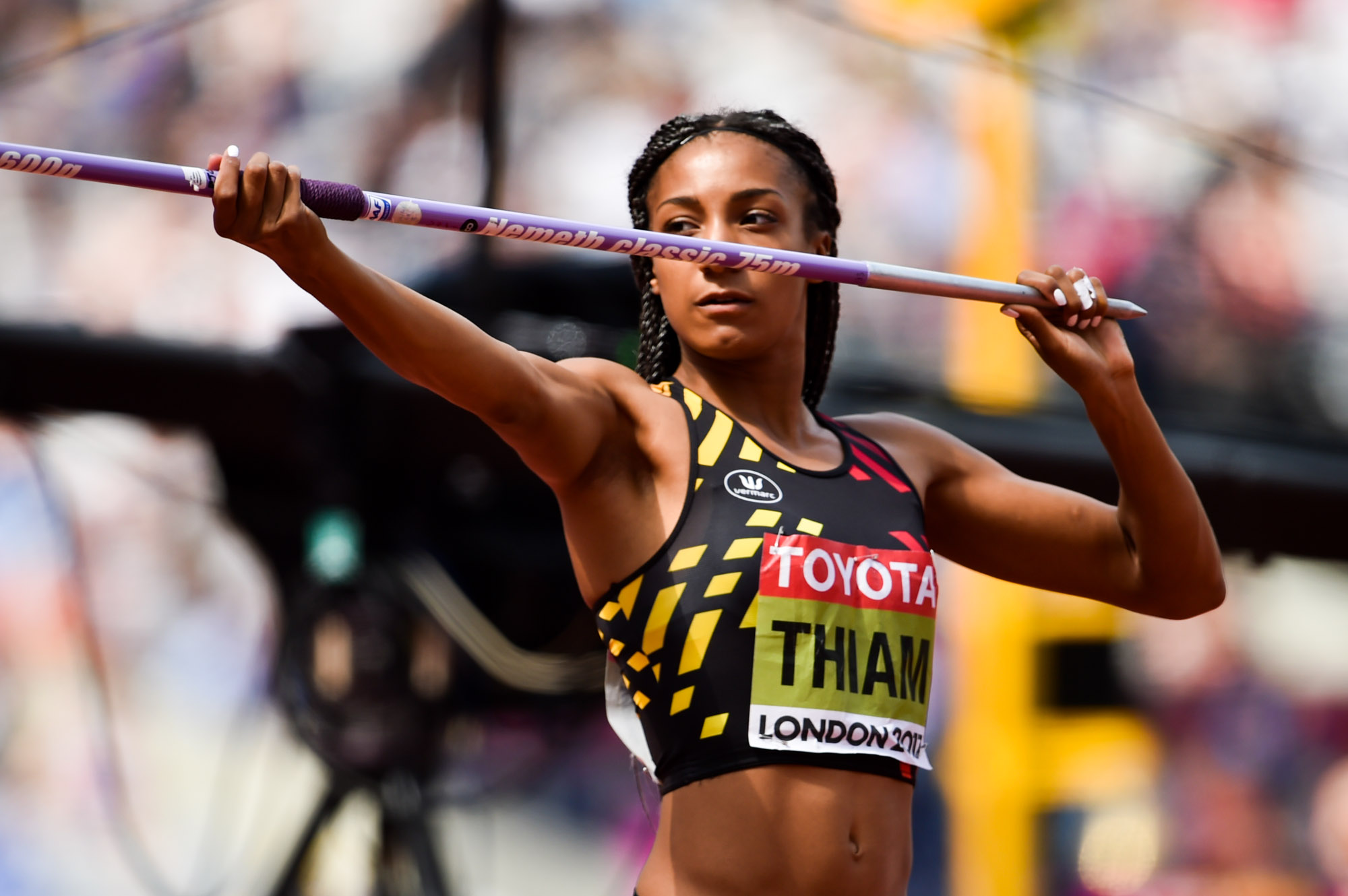
A heptatleta belga Nafissatou Thiam juntou ao título de campeã olímpica na Rio 2016 o de campeã mundial em Londres.